# Ванна, Данай
Да́най Ванна́ (тайск. ดนัย วรรณะ,  в крещении Дании́л; 29 ноября 1978, деревня Паттамакан, провинция Прачинбури, Таиланд) — священнослужитель Русской православной церкви, председатель Комитета Фонда православной церкви в Таиланде, настоятель Всехсвятского храма в городе Паттайи, переводчик православной литературы на тайский язык.
Первый и до настоящего времени единственный таец, ставший православным священником.
Тезоименитство — 17 (30) декабря (память пророка Даниила).

## Биография
Родился 29 ноября 1978 года в деревне Паттамакан, провинции Прачинбури Королевства Таиланд в крестьянской семье, исповедовавшей буддизм, который является национальной и культурообразующей религией Таиланда, а также преподаётся как обязательный к изучению предмет в системе школьного образования. Кроме него в семье была старшая сестра и двое младших братьев.
По окончании средней школы в 1994 году, поступил в технологический колледж провинции Прочинбури, который закончил в 1999 году по специальности «инженер по техническому обслуживанию индустриального оборудования».
В течение нескольких месяцев, с начала 2000 года, работал в компьютерной компании «IВМ Storage Product Thailand Ltd.», а затем поступил в государственный университет Рамкханкхенг для более детального изучения компьютерных технологий, в связи с чем переехал на постоянное место жительства в Бангкок.
В 2000 году познакомился с представителем Русской Православной Церкви в Королевстве Таиланд игуменом Олегом (Черепаниным), по словам которого: «в Представительство нашей Церкви пришел совсем молодой человек. Пришел он, чтобы подключить компьютер, который мы тогда приобрели. Это была его работа. Несколько слов о Христе, о православной вере; несколько вопросов с его стороны, и все. Никакой, так сказать, миссионерской работы. А парень пришел снова, и снова несколько вопросов и несколько ответов. Потом стал понемногу посещать службы. Затем мы попросили его перевести кое-что для храма с английского языка на тайский». Стал проходить оглашение в Свято-Николаевском храме при Представительстве Русской Православной Церкви в Королевстве Таиланд с целью принятия в православие.
В 2001 году параллельно поступил в Стэмфордский международный университет для углублённого изучения компьютера по международным программам на английском языке.
По завершении оглашения, 5 августа 2001 года принял Таинство св. Крещения в храме Святителя и Чудотворца Николая при Представительстве Русской Православной Церкви (Московский Патриархат) в Королевстве Таиланд. В Крещении был наречён Даниилом, в честь пророка Даниила. Стал первым тайцем, обращённым в православие игуменом Олегом; об этом написала местная пресса.
Нёс различные послушания, связанные с техническим обслуживанием компьютерной сети Представительства, а также осуществлял переводы с английского на тайский язык.
В ноябре 2001 года участвовал в подготовке архипастырского визита в Королевство Таиланд Председателя ОВЦС митрополита Смоленского и Калининградского Кирилла.
В мае 2002 года посетил Россию в качестве паломника. Во время пребывания в России принял окончательное решение посвятить себя церковному служению.
В течение 2002 года и до поступления в Санкт-Петербургскую Духовную Семинарию нёс послушание помощника Представителя Русской Православной Церкви (Московский Патриархат) в Таиланде.
В сентябре 2002 года поступил в Санкт-Петербургскую духовную семинарию. По собственным воспоминаниям, «Зимой я первый раз в жизни простудился, долго болел. Еда мне казалась безвкусной, совсем неострой (по меркам европейца, тайцы едят непереносимо острую пищу). Отец Олег присылал из Таиланда приправы по почте».
По благословению духовника, игумена Олега (Черепанина), Представителя Русской Православной Церкви (Московский Патриархат) в Королевстве Таиланд, за период обучения в Санкт-Петербургской Духовной Семинарии также осуществил перевод на тайский язык православного молитвослова.
9 мая 2008 года сочетался церковным браком с Еленой Васильевной Евдокимовой, регентом храма во имя святителя Леонтия Ростовского в Ярославле. Гражданская регистрация состоялась 8 мая. Вскоре окончил семинарию и вернулся в Таиланд.
20 июня 2008 года после долгих переговоров власти зарегистрировали православную общину в Таиланде как юридическое лицо в формате общественного фонда с названием «มูลนิธิชาวคริสต์ศาสนิกชนดั้งเดิมออร์โธด็อกซ์ในประเทศไทย» («Orthodox Christian Church in Thailand»). 24 июня того же года на первом заседании комитета Фонда Православной Церкви в Таиланде Данай был избран его председателем. Выбор пал на него поскольку в Таиланде никто из иностранцев не обладает правом частной собственности.
28 августа 2008 года в кафедральном соборе Смоленска рукоположён митрополитом Смоленским и Калининградским Кириллом в сан диакона, после чего вернулся на родину и с 27 сентября приступил к священнослужению на Свято-Николаевском приходе гор. Бангкока.
5 июля 2009 года в храме Святой Животворящей Троицы в Хорошёве епископом Егорьевским Марком хиротонисан в сан иерея. 27 июля вернулся в Бангкок. Вечером этого же дня Представитель Русской Православной Церкви в Таиланде игумен Олег (Черепанин) и приходской совет Свято-Николаевского храма Бангкока устроили праздничный ужин в его честь.
19 декабря 2009 года по случаю празднования 10-летия Православия в Таиланде Патриархом Московским и всея Руси Кириллом награждён правом ношения набедренника.
В июле 2010 года назначен исполняющим обязанности настоятеля Всех-Святского храма города Паттайя.
12 сентября 2010 года в связи с завершением времени действия полномочий состава Комитета Фонда Православной Церкви в Таиланде, переизбран председателем Комитета Фонда.
9 апреля 2011 года Представитель Русской Православной Церкви в Королевстве Таиланд архимандрит Олег (Черепанин) поручил иерею Данаю по посещении тюрьмы города Паттайи проявлять возможное попечение о русскоязычных заключенных, порой, не владеющих иностранными языками. В исключительных же случаях иерею Данаю поручено выступать в качестве переводчика русского языка на судебных процессах.
Был одним из переводчиков «Закона Божия» протоиерея Серафима Слободского на тайский язык. Издание вышло в свет 28 января 2012 года. 9 февраля 2012 года за архиепископ Марк возложил на иерея Даниила Ванна Патриаршую награду — золотой наперсный крест, право ношения которого он был удостоен за ревностные труды на благо Церкви и перевод на тайский язык «Закона Божия».
16 февраля 2014 года в новоосвященном Никольском храме в Бангкоке архиепископом Егорьевским Марком (Головковым) был возведён в сан протоиерея.
6 февраля 2018 года во Всех-святском храме Паттайи архимандрит Олег вручил протоиерею Даниилу юбилейные медали «В память 100-летия восстановления Патриаршества в Русской Православной Церкви».

## Награды
- золотой наперсный крест (9 февраля 2012) — «за ревностные труды на благо Церкви и перевод на тайский язык „Закона Божия“»
- медаль преподобного Сергия Радонежского (12 февраля 2015)[14]